# Area protetta (programma radiofonico)
Area Protetta è una trasmissione radiofonica ideata e condotta da Sergio Mancinelli  trasmessa da Radio Capital dall'agosto 2001 al giugno 2007 e, dopo una breve interruzione, ritornata in onda dal dicembre 2007 su Lifegate radio.
La ricerca negli archivi della musica rock, l'interesse per artisti e gruppi poco conosciuti, il rinvenimento di brani introvabili con particolare attenzione alla ricostruzione del loro contesto di origine, le versioni alternative di gruppi famosi e l'interazione con i radioascoltatori grazie al sistema di messaggistica istantanea, hanno caratterizzato il programma.
Fra le iniziative del programma era presente "Area Protetta in tour dalle case e dai teatri", con interventi dal vivo di artisti e radioascoltatori.
Il programma è stato cancellato da Radio Capital a seguito della nuova linea editoriale voluta dalla proprietà dell'emittente e dal neodirettore artistico Linus. Il 29 giugno 2007 una puntata con le note de "Il silenzio" ha dato l'addio alle migliaia di ascoltatori.
Nel dicembre 2007, dopo pochi mesi di pausa in cui la trasmissione ha continuato a vivere on-line, Area Protetta è ritornata per un certo tempo su Lifegate radio dove occupava uno spazio serale settimanale.